# Catalauni
De Catalaunen of Catovellaunos (lat. Catalauni), waren een Keltische staat of stam die in de Oudheid (vanaf de 5e eeuw v.Chr.) een aantal generaties lang het gebied van Châlons-en-Champagne in Belgisch Gallië (Marne) bevolkte. Er wordt een verband vermoed met de Catuvellauni die in het zuiden van Britannia woonden.

## Etymologie
De Keltische naam cato-vell-aunos is afgeleid van het Brythonisch catu - wellauni wat "strijdhoofden" of "strijdleiders" betekende. Dit komt uiteindelijk van het Proto-Keltisch "catu", strijd, en "wali", leiden.

De wortel uellauno- komt terug in veel andere Keltische namen, zoals die van de godin Icovellauna, de god Vellaunus, de held Cassivellaunos, later bekend in Welshe legenden als Caswallawn, en de Catuvellauni, de Zuidoost-Britse stam, waarvan de naam ook verwant lijkt met de Catalauni en Catalaunia (Catalonië).

## Leefgebied

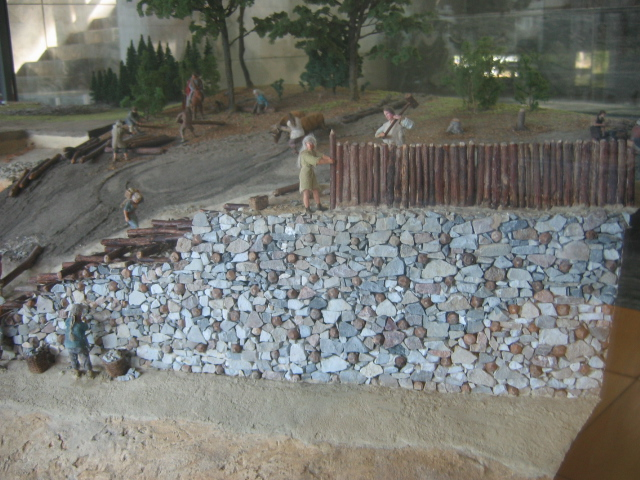
Maquette met reconstructie van een Murus Gallicus die de oppidums omgaf

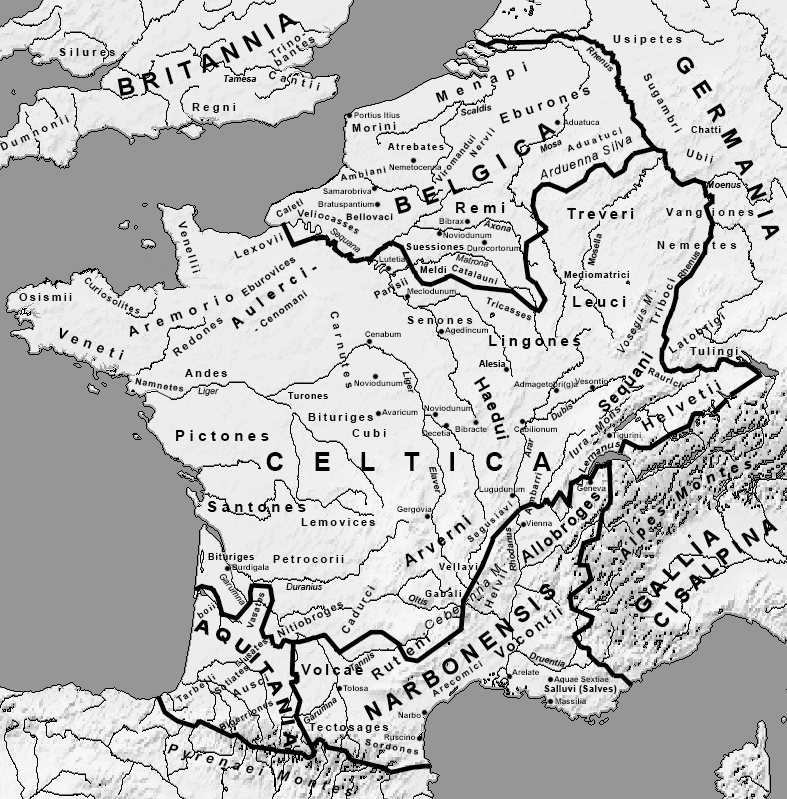
Spreiding Keltische stammen. Catalaunen in de zuidoostelijke uithoek van Gallia Belgica ten zuiden van de Remi

Er is weinig over de Catalaunen geweten, aangezien Julius Cesar ze in zijn De Bello Gallico niet vernoemt, maar deze Gallische stam beschikte in de 1e eeuw v.Chr. over een belangrijke oppidum bij La Cheppe op de plaats die men Vieux Châlons noemt. De oppidum wordt algemeen "Kamp van Atilla" genoemd, omdat Attila de Hun er gebruik van maakte als versterkte vesting, aldus de legende, bij zijn Slag op de Catalaunische Velden (20 juin 451).
Historici menen dat de Catalaunenstam schatplichtig werd aan de Remi met als politiek centrum Durocortorum, de huidige stad Reims, op 45 km van Châlons-en-Champagne. De naam van deze stad is afgeleid van Catalaunum, soms Duro Catalounum genoemd naar het Romeins garnizoen dat rond 20 v.Chr. langs de Via Agrippa gelegerd was op een van de eilanden van de Marne.
Châlons of Chalons was een van de Durocatalaunos haltes in de reis van Antoninus (vers n° 361). Er zijn graven ontdekt in 1891, toen de fundaties van het nieuwe gebouw van het Saint-Etiennecollege werden gegraven op de plaats van het oude bisschoppelijk paleis. Op 4 meter diepte ontdekten de werklieden monumenten met de inscriptie: D. M. Fur(ius) Antoninus cir(citor) n(umeri) Dal(matarum) vixit, die op de doorreis van Antoninus wijzen (bron abbé Puiseux).

## Archeologische bevindingen
Uit archeologisch onderzoek blijkt dat in het gebied van de Champagnestreek onderscheiden clans leefden. Uit vergelijkende studies van de graven komen zowel gemeenschappelijke elementen uit de Keltische beschaving aan het licht, als enkele die typisch zijn voor de streek. Kruta c.s. meent dat in de 5e eeuw v.Chr. een groep mensen zijn intrek nam in het gebied van Reims die zich gedurende twee eeuwen aanzienlijk uitbreidde. Hun buurvolk in de Aisne Vallei en degenen die zich zuid van de linkeroever van de Marne ophielden, waren daar minder permanent en verhuisden gedurende een halve eeuw of meer (400 v.Chr.-350 v.Chr.) naar elders.
Bepaalde grafgroepen op begraafplaatsen in Châlons-sur-Marne zijn gedateerd op de 5e eeuw v.Chr. Maar ze werden twee of drie generaties lang niet meer gebruikt. Tot op het moment dat inwijkelingen uit Reims de blijkbaar lege landstreek innamen, omdat bij hen een bloeiende tijd voor aanzienlijke bevolkingsuitbreiding had gezorgd. Deze theorie wordt bevestigd door grafgiften die in de hele regio zijn gevonden op begraafplaatsen als Poix "Les Ecoutrets" en de Grandes-Loges "Les Mortes-Vaches".
Bij de wisseling van de 4e naar de 3e eeuw v.Chr. trad een verandering op in de begraafplaatsen van de hele Champagne-streek, waarbij deze groter en opvallender werden en voorzien van een rechthoekige afsluiting. Honderd jaar later duiken de eerste crematiebegraafplaatsen op, met of zonder omheining. Daar zijn de grafgiften eerder schaars, net als in de inhumatiegraven van de laatste fase van platte graven in de Champagne. Ze lijken een nieuw keerpunt in de Keltische beschaving in te luiden. Dit zou verband kunnen houden met gebeurtenissen die in oude bronnen werden opgetekend. Zo wordt de schaarste aan mannelijke overblijfselen vanaf het begin van de 4e eeuw v.Chr. door bepaalde archeologen in verband gebracht met de militaire veldtochten in noord Italië door Kelten uit Gallië, waarbij ook in 390 v.Chr. Rome werd verwoest.